# Удивительные истории (телесериал, 1985)
«Удивительные истории» (англ. Amazing Stories) — американский фантастический телесериал с элементами фэнтези и хоррора по идее Стивена Спилберга. Первый показ в Соединённых Штатах проходил на канале NBC с 29 сентября 1985 по 10 апреля 1987 года.
Сериал был номинирован на 12 наград Emmy и выиграл пять. Автор шестого эпизода первого сезона «Удивительный Фолсуорт» Мик Гаррис получил за него премию «Эдгар» за лучший эпизод в сериале. Первый сезон оказался в телерейтингах на 40-м месте, второй сезон на 46-м. В результате телесеть NBC не стала продлевать контракт на съёмки новых серий после двух первых сезонов.
В качестве названия сериала было использовано лицензированное Стивеном Спилбергом и студией Universal Television название старейшего американского научно-фантастического журнала.
В 2020 году был выпущен одноимённый телесериал, который стал перезагрузкой.

## Список эпизодов телесериала

### Первый сезон
| №  | #  | Название                                                                 | Режиссёр            | Сценарист                 | Показ в США      |
| -- | -- | ------------------------------------------------------------------------ | ------------------- | ------------------------- | ---------------- |
| 1  | 1  | «Призрачный поезд» «Ghost Train»                                         | Стивен Спилберг     | Френк Диз                 | 29 сентября 1985 |
| 2  | 2  | «Главный аттракцион Главная достопримечательность» «The Main Attraction» | Мэттью Роббинс      | Брэд Бёрд Мик Гаррис      | 6 октября 1985   |
| 3  | 3  | «Работа Аламо» «Alamo Jobe»                                              | Майкл Мур           | Джошуа Брэнд Джон Фолси   | 20 октября 1985  |
| 4  | 4  | «Папа-мумия» «Mummy Daddy»                                               | Уильям Дир          | Эрл Померанц              | 27 октября 1985  |
| 5  | 5  | «Миссия» «The Mission»                                                   | Стивен Спилберг     | Менно Мейес               | 3 ноября 1985    |
| 6  | 6  | «Удивительный Фолсуорт» «The Amazing Falsworth»                          | Питер Хайамс        | Мик Гаррис                | 5 ноября 1985    |
| 7  | 7  | «Набирая обороты Точная настройка» «John May»                            | Джонатан Фрейкс     | Грегг Гурвиц              | 10 ноября 1985   |
| 8  | 8  | «Мистер Магический Мистер волшебство» «Mr. Magic»                        | Дональд Петри       | Джошуа Бренд Джон Фолси   | 17 ноября 1985   |
| 9  | 9  | «Путешествие с чувством вины Чувство вины» «Guilt Trip»                  | Берт Рейнольдс      | Гейл Пэрент Кевин Пэрент  | 1 декабря 1985   |
| 10 | 10 | «Человек-перемотка Человек с пультом» «Remote Control Man»               | Боб Кларк           | Дуглас Ллойд Макинтош     | 8 декабря 1985   |
| 11 | 11 | «Санта 85 Одна удивительная ночь» «Santa 85 a.k.a. One Amazing Night»    | Фил Джоану          | Джошуа Бренд Джон Фолси   | 15 декабря 1985  |
| 12 | 12 | «Ванесса в саду» «Vanessa in the Garden»                                 | Клинт Иствуд        | Стивен Спилберг           | 29 декабря 1985  |
| 13 | 13 | «Сиделка» «The Sitter»                                                   | Джоан Дарлинг       | Мик Гаррис                | 5 января 1986    |
| 14 | 14 | «Никаких дней на пляже Ни дня на пляже» «No Day at the Beach»            | Лесли Линка Глаттер | Мик Гаррис                | 12 января 1986   |
| 15 | 15 | «Один на дорожку Кое-что на дорожку» «One for the Road»                  | Томас Картер        | Джеймс Биссел             | 19 января 1986   |
| 16 | 16 | «Собрание желудей Собирая жёлуди» «Gather Ye Acorns»                     | Норман Рейнольдс    | Стю Кригер                | 2 февраля 1986   |
| 17 | 17 | «Буу!» «Boo!»                                                            | Джо Данте           | Лоуэлл Ганц Бабалу Мэндел | 16 февраля 1986  |
| 18 | 18 | «Дороти и Бен» «Dorothy and Ben»                                         | Томас Картер        | Майкл Де Гузман           | 2 марта 1986     |
| 19 | 19 | «Зеркальце, зеркальце» «Mirror, Mirror»                                  | Мартин Скорсезе     | Джозеф Минион             | 9 марта 1986     |
| 20 | 20 | «Тайный кинотеатр» «Secret Cinema»                                       | Пол Бартел          | Пол Бартел                | 6 апреля 1986    |
| 21 | 21 | «Адский локон Адский парик» «Hell Toupee»                                | Ирвин Кершнер       | Гейл Пэрент Кевин Пэрент  | 13 апреля 1986   |
| 22 | 22 | «Кукла» «The Doll»                                                       | Фил Джоану          | Ричард Мэтисон            | 4 мая 1986       |
| 23 | 23 | «Одна из книжек» «One for the Books»                                     | Лесли Линка Глаттер | Ричард Мэтисон            | 11 мая 1986      |
| 24 | 24 | «Дедушкин призрак» «Grandpa's Ghost»                                     | Тимоти Хаттон       | Майкл Де Гузман           | 25 мая 1986      |

### Второй сезон
| № | #  | Название                                                  | Режиссёр            | Сценарист                         | Показ в США      |
| --- | -- | --------------------------------------------------------- | ------------------- | --------------------------------- | ---------------- |
| 1 | 25 | «Обручальное кольцо» «The Wedding Ring»                   | Дэнни Де Вито       | Стю Кригер                        | 22 сентября 1986 |
| Лоис — забитая официантка в дешёвой забегаловке. Хозяин забегаловки, Хаггерти, принуждает выйти её на работу в нерабочий день. В этот день она с мужем Хербертом собиралась отпраздновать десять лет супружества. Перед сном она дарит ему статуэтку с надписью «Самому лучшему мужу». Он рад и хочет секса, но Лоис очень устала, и ей завтра на работу. Херберт на следующий день ворует кольцо из музея восковых фигур, где он работает, поскольку денег на хороший подарок у него нет. Лоис, надев кольцо, превращается в ненасытную нимфоманку. На следующий день Херберт узнаёт, что кольцо принадлежало Чёрной вдове, убившей трёх своих мужей. Придя домой, он подвергается нападению Лоис, в припадке страсти пытающейся зарезать любимого мужа. Херберту невероятным усилием удаётся снять кольцо с пальца жены и выбросить в окно. Кольцо сослужило свою службу: Лоис потеряла изрядную долю застенчивости. Кольцо же находит Хаггерти и дарит своей подружке Тине. |    |                                                           |                     |                                   |                  |
| 2 | 26 | «Ошибка в расчёте» «Miscalculation»                       | Том Холланд         | Майкл Макдауэл                    | 20 сентября 1986 |
| Очередная попытка студента Фила заманить на свидание какую-нибудь симпатичную девушку, предпринятая им на лабораторной по химии, заканчивается тем, что он опрокидывает пару реактивов. Попав на обложку журнала и смешавшись, реактивы материализуют симпатичного щенка шарпея, изображённого на обложке. Утащив реактивы, Фил запирается в своей комнате, надеясь «оживить» одну из горячих красоток с многочисленных постеров. Но опыты один за другим проваливаются. Первая красотка оказывается слишком большой, переборщил с дозой, вторая — старой, недолил, третья — материализуется лишь на половину. Каждая вновь появившаяся девушка бросается к Филу с криком «Поцелуй меня и я буду твоей навсегда!», а когда он уклоняется от этого предложения, тают, на глазах превращаясь в лужу слизи. И вот когда наконец опыт удался и Фил, зажмурив глаза, готов к поцелую, к нему в комнату, взбудораженные жуткими криками и шумом борьбы с предыдущими поделками, врываются разносчик пиццы Берт и дочь хозяйки пансиона Анджела. Ловкий Берт первый воспользовался предложением материализованной красотки, а Филу досталась Анджела, ранее долго пытавшаяся обратить на себя его внимание. |    |                                                           |                     |                                   |                  |
| 3 | 27 | «Волшебная суббота» «Magic Saturday»                      | Роберт Марковитц    | Ричард Мэтисон                    | 6 октября 1986   |
| Марк очень дружен со своим дедушкой, вместе они играют в бейсбол и катаются на мотоцикле. Дедушка некогда жил при дворе китайского императора, откуда вернулся с талисманом Минга и тайным заклинанием. Талисман и заклинание приходятся очень кстати, когда дедушка слёг с сердечным приступом. По предложению Марка, с помощью китайской магии, они с дедушкой меняются телами. Дедушка лихо вскакивает на мотоцикл и едет играть в бейсбол с мальчишками, где поражает всех своей виртуозной игрой. А Марк предаётся чревоугодию, но дедушкино тело подводит и Марку грозит смерть в старом теле. Как назло дедушка падает с мотоциклом в обрыв и не может выбраться. Ситуацию спасает вовремя подоспевшая мама Марка. Дедушка с Марком возвращаются в свои истинные тела. Счастливый удачно сложившимся последним днём, дедушка умирает. И хотя Марку очень жаль своего деда, жизнь продолжается. |    |                                                           |                     |                                   |                  |
| 4 | 28 | «Добро пожаловать в мой кошмар» «Welcome to My Nightmare» | Тодд Холланд        | Тодд Холланд                      | 13 октября 1986  |
| Харри проводит дни на пролёт перед экраном телевизора, просматривая свои любимые фильмы ужасов. Он настолько углубился в мир вымысла, что родственники всерьёз озаботились его душевным состоянием. Даже внимание симпатичной соседской девушки, Кейт Бергман, не способно вернуть его к реальности. Кино для Харри всё, он молит чтоб его жизнь превратилась в кино. И когда он приходит в местный кинотеатр, то понимает, что его мольбы услышаны, он оказывается в знаменитом хичкоковском «Психо». Вот только ему уготована роль жертвы… Харри удалось вырваться из кошмара, отныне радость киносуществованния его не прельщает. Он бежит к Кейт и назначает ей свидание. |    |                                                           |                     |                                   |                  |
| 5 | 29 | «Вы должны мне поверить» «You Gotta Believe Me»           | Кевин Рейнольдс     | Стю Кригер                        | 20 октября 1986  |
| Эрл просыпается посреди ночи, услышав странный шум. Его дом в огне и по комнатам ходят призраки, а во дворе валяются обломки рухнувшего самолёта. В ужасе Эрл просыпается, это был лишь сон. Но реальность сновидения не даёт покоя, у него возникает подозрение, что сон был пророческий. Быстро собравшись, прямо в пижаме и халате, он отправляется в аэропорт. Хотя Эрла терзают сомнения, он решается посмотреть на пассажиров последнего ночного рейса. К своему ужасу среди пассажиров он узнаёт многих персонажей своего сна. Всеми силами Эрл пытается остановить отлёт рейса, но его забирает полиция аэропорта. Пока его везут в фургоне в отделение он замечает на взлётной полосе лёгкий одноместный самолёт, пилот которого изрядно подшофе, вот кто виновник аварии! Надо действовать. Схватив удачно подвернувшуюся доску, Эрл оглушает полицейских, хватает руль и таранит лёгкий самолёт. Все живы, Эрл всех спас. |    |                                                           |                     |                                   |                  |
| 6 | 30 | «Гриббл» «The Greibble»                                   | Джо Данте           | Мик Гаррис                        | 3 ноября 1986    |
| Домохозяйка Джоан Симмонс одним дождливым днём, проводив мужа на работу, а сына в школу, устраивает генеральную уборку в комнате сына, выбрасывая все его старые книжки и игрушки. С чувством выполненного долга, она, поудобней устроившись на диване, смотрит любимый детектив и в тот миг когда должно прозвучать имя убийцы, которого искали герои сериала, в комнате гаснет свет и раздаются странные скрипы. Из-за дивана показывается огромное волосатое чудовище и начинает пожирать подушки, тарелки, мебель и прочее. Вскоре Симмонс понимает, что чудище людьми не питается, полагая, что пианино, например, гораздо вкуснее. И тогда Джоан пытается выпроводить пришельца из дома всеми возможными способами, но безрезультатно. В конце концов она приходит к выводу, что монстр, хоть и устраивает постоянно жуткий беспорядок в доме, всё же очень мил. В это время из школы возвращается сын. Возмутившись наведённым порядком в своей комнате, он бежит вызволять из мусора старые книжки и игрушки. Одна из выброшенных книжек попадается на глаза маме, в ней рассказывается о Гриббле, копии чудовища заявившегося в дом, да и вся остальная история точь-в-точь повторяет историю мамы. Оглянувшись она замечает, что Гриббл исчез, а вместе с ним весь тот кошмарный беспорядок, который он учинил. |    |                                                           |                     |                                   |                  |
| 7 | 31 | «Жизнь в камере смертников» «Life on Death Row»           | Мик Гаррис          | Рокни С. О’Бэннон                 | 10 ноября 1986   |
| Эрик Дэвид Питерсон будет казнён за убийство охранника во время ограбления. Судьба даёт ему шанс, в тюрьме происходит массовый побег, но в последний момент охрана предотвращает бегство, а Эрика поражает молния. Очнувшись в тюремной больнице, он случайно прикасается к раненному в живот заключённому Фаулеру. О чудо, тот оказывается совершенно здоров. Удар молнией наделил Эрика даром исцеления — достаточно лёгкого прикосновения, чтобы вылечить даже самого тяжелобольного. На следующий день Эрика должны казнить, и он решает использовать свой дар по максимуму, исцеляя заключённых, охранников, даже возвращает зрение дочери начальника тюрьмы. Благодарный начальник пытается спасти Эрика от казни, но напрасно, Питерсона казнят на электрическом стуле. Но люди, исцелённые Эриком, воскрешают его. |    |                                                           |                     |                                   |                  |
| 8 | 32 | «Идите к доске» «Go to the Head of the Class»             | Роберт Земекис      | Мик Гаррис Том Маклафлин Боб Гейл | 21 ноября 1986   |
| Профессор Бинз наводит ужас на своих учеников. На этот раз досталось Питеру Бранду. Мало того, что он опоздал, так ещё списал у Синтии Симпсон. На самом деле это она у него списала, но чего ни сделаешь ради любви, пришлось вину взять на себя. Синтия и Питер решают отомстить, в этом им должна помочь чёрная магия. Ночью на кладбище ученики свершают магический обряд, после которого профессора должна одолеть продолжительная икота. Решив убедиться, что кара настигла учителя, они отправляются к нему домой, где находят бездыханное тело Бинза. Нежелавшие убийства, они решают применить другое заклинание — на этот раз воскрешения мёртвых. В спешке Питер и Синтия порвали фотографию профессора, один из ингредиентов ритуала, точно поперёк шеи. И вот восставший из мёртвых Бинз, с головой под мышкой, жаждет отомстить своим ученикам. Питер пытается спрятаться у себя дома, но и там профессор настигает его. Не выдержав потрясений этой ночи, Питер теряет сознание. Очнувшись, он решает, что это был лишь сон. Питер спешит на урок и обнаруживает там живого Бинза. Питер рад, что профессор жив и здоров, о чём и сообщает ему. «У меня только горло немного болит», — отвечает Бинз и снимает шарф, который прятал огромный шов у него на шее.                                            |    |                                                           |                     |                                   |                  |
| 9 | 33 | «Благодарение» «Thanksgiving»                             | Том Холланд         | Пьер Дебс Роберт Фокс             | 24 ноября 1986   |
| Дора Джонсон живёт в глухой дыре со своим отчимом Кэлвином. Им надо выкопать колодец, который становится всё глубже и глубже, а воды всё нет. Зато в один прекрасный момент они докапываются до неведомых подземных обитателей, общение с которыми происходит посредством опускания в колодец на верёвочке разных предметов за которые подземные жители платят золотом и драгоценностями. Доре удаётся с ними подружиться, накормив их ветчиной и курицей, а вот фонарики Кэлвина оказались не вкусными. Основательно вооружившись, Кэлвин решает проучить неблагодарных тварей и лично спускается в колодец. Обратно Дора получает гору сокровищ — Кэлвин также пришёлся по вкусу подземным гурманам. |    |                                                           |                     |                                   |                  |
| 10 | 34 | «Конкурс тыкв» «The Pumpkin Competition»                  | Норман Рейнольдс    | Питер Ортон                       | 1 декабря 1986   |
| Ежегодный конкурс тыкв в Ярборо в очередной раз выигрывает Милдред МакПидаби, чем вызывает бурю гнева местной скупой миллионерши Элмы Диннок. Как же так, они растят тыквы на одной земле под одним солнцем, поливают одной водой, а Элма не может выиграть уже 20 лет? Всё дело в жадности, считает Милдред. Жадность и на этот раз подвела Элму. Она отдаёт 5 тысяч профессору Карверу за секретный раствор для суперроста овощей, а он ведь просил 10 тысяч. Казалось бы победа у Элмы в кармане, профессор не обманул, тыква выросла такой огромной, что Диннок стоило не малых трудов доставить её на конкурс. Но профессору нужно было 10 тысяч и оставшиеся 5 ему дала Милдред с друзьями, вновь утерев Элме нос. |    |                                                           |                     |                                   |                  |
| 11 | 35 | «А вдруг…?» «What If…?»                                   | Джоан Дарлинг       | Энн Спилберг                      | 8 декабря 1986   |
| Родители мальчика Джоны не очень много уделяют ему времени. Все его попытки обратить на себя внимание не имеют успеха, мало того кажется они окончательно перестают замечать ребёнка. В довершение всех бед вещи Джоны удивительным образом исчезают. Что-то здесь не так. Ситуацию разъясняет внезапно появившийся в доме добрый регулировщик, оказывается Джона ещё не родился. |    |                                                           |                     |                                   |                  |
| 12 | 36 | «Вечный разум» «The Eternal Mind»                         | Дж. Майкл Рива      | Джули Московитц Гэри Стэфенс      | 29 декабря 1986  |
| Гениальный учёный Джон Болдуин научился переносить разум живых существ в компьютер. Эксперимент с шимпанзе оказался удачен, следующий шаг — человек. Джон смертельно болен и он боится не успеть, но находит решение, подопытным будет он сам. Жена и коллега Кэтрин протестует, ей хочется оттянуть час расставания, но Джона не остановить. Его разум попадает в компьютер, а тело погибает. Эксперимент удался. Кажется всё прекрасно, но Джон начинает ощущать, что теряет свою человечность, постепенно превращаясь в холодную, бездушную машину. Он просит жену отключить его и она не может ему отказать. |    |                                                           |                     |                                   |                  |
| 13 | 37 | «По другому пути» «Lane Change»                           | Кен Куопис          | Али Мэри Мэтисон                  | 12 января 1987   |
| 14 | 38 | «Синяя долина» «Blue Man Down»                            | Пол Майкл Глейзер   | Джейкоб Эпштейн Дениэл Линдли     | 19 января 1987   |
| 15 | 39 | «21-дюймовое солнце» «A Bright New Day»                   | Ник Кастл           | Брюс Киршбаум                     | 2 февраля 1987   |
| 16 | 40 | «Семейный пёс» «"The Family Dog" Brad Bird»               | Брэд Бёрд           | Брэд Бёрд                         | 16 февраля 1987  |
| 17 | 41 | «Магистраль Гершвина» «Gershwin's Trunk»                  | Пол Бартел          | Пол Бартел Джон Мейер             | 13 марта 1987    |
| 18 | 42 | «Очень интересные соседи» «Such Interesting Neighbors»    | Грэм Бейкер         | Мик Гаррис Том Маклафлин          | 20 марта 1987    |
| 19 | 43 | «Без Дианы» «Without Diana»                               | Лесли Линка Глаттер | Мик Гаррис                        | 27 марта 1987    |
| 20 | 44 | «День переезда» «Moving Day»                              | Роберт Стивенс      | Фрэнк Керр                        | 3 апреля 1987    |
| 21 | 45 | «Мисс Стардаст» «Miss Stardust»                           | Тоуб Хупер          | Томас Сёллёши Ричард Матесон      | 10 апреля 1987   |